# Beertje Sebastiaan: De geheime opdracht
Beertje Sebastiaan: de geheime opdracht is een Nederlandse animatiefilm uit 1991 van Frank Fehmers. Het is gebaseerd op een scenario van Richard Felgate. Aangezien de film als Nederlandse film betiteld wordt, is de film 1/3 Nederlands te noemen, omdat het verhaal in Engeland gemaakt en verwerkt is en in China grotendeels de tekeningen werden gemaakt. De prent won een filmprijs op het 25ste filmfestival van Houston. De film heeft als internationale titels:
- Europa - Sebastian Star Bear: First Mission.
- Duitsland - Sebastian Superbär.
- Brazilië - Sebastian: O Urso Espacial
- Zweden - Björnagenten Sebastian.

## Stemmen
| Acteur             | Personage          |
| ------------------ | ------------------ |
| Olaf Wijnants      | Sebastiaan         |
| Maria Lindes       | Sheena             |
| Margriet van Lidth | Griselda           |
| Angelique de Boer  | Soeki              |
| Tom Meijer         | Draco              |
| Jaap Stobbe        | Moxy               |
| Paul van Gorcum    | Maestro            |
| Frits Lambrechts   | Snuffie            |
| Edward Reekers     | Makreel            |
| Hero Muller        | Knuffel            |
| Hein Boele         | Ha-so              |
| Arnold Gelderman   | diverse personages |

- Beeldmontage: Lorraine T. Miller
- Geluids- en dialoogmontage: Ciel de Graaf